# Air Cuan Dubh Drilseach
Air Cuan Dubh Drilseach [en un mar negre lluminós] és una novel·la de ciència-ficció en gaèlic escocès de l'escriptor nord-americà Tim Armstrong.